# Scottish Open (Badminton)
Die Scottish Open sind im Badminton die offenen internationalen Meisterschaften von Schottland. Sie werden seit 1907 ausgetragen  und sind damit eines der ältesten Badmintonturniere der Welt. Während der zwei Weltkriege pausierten sie. 1984 fanden zwei Austragungen innerhalb eines Kalenderjahres statt – eine im Januar, und eine im November 1984.

## Die Sieger
| Saison    | Herreneinzel             | Dameneinzel            | Herrendoppel                              | Damendoppel                              | Mixed                                     |
| --------- | ------------------------ | ---------------------- | ----------------------------------------- | ---------------------------------------- | ----------------------------------------- |
| 1907      | George Alan Thomas       | nicht ausgetragen      | George Alan Thomas R. G. P. Hunter        | F. A. Todd V. I. Todd                    | George Alan Thomas G. L. Murray           |
| 1908      | Frank Chesterton         | nicht ausgetragen      | Frank Chesterton Hugh Comyn               | Meriel Lucas G. L. Murray                | Frank Chesterton Meriel Lucas             |
| 1909      | George Alan Thomas       | nicht ausgetragen      | George Alan Thomas Hugh Comyn             | Meriel Lucas G. L. Murray                | George Alan Thomas G. L. Murray           |
| 1910      | George Alan Thomas       | nicht ausgetragen      | George Alan Thomas Hugh Comyn             | Meriel Lucas G. L. Murray                | George Alan Thomas G. L. Murray           |
| 1911      | George Alan Thomas       | nicht ausgetragen      | Edward Hawthorn Guy Sautter               | V. I. Todd H. C. A. Longmuir             | George Alan Thomas W. S. Gill             |
| 1912      | George Alan Thomas       | nicht ausgetragen      | George Alan Thomas Stewart Marsden Massey | V. I. Todd H. C. A. Longmuir             | Guy Sautter D. B. Drinkwater              |
| 1913      | George Alan Thomas       | Lavinia Clara Radeglia | James Crombie H. J. H. Inglis             | Lavinia Clara Radeglia W. S. Gill        | George Alan Thomas Lavinia Clara Radeglia |
| 1914      | George Alan Thomas       | Lavinia Clara Radeglia | George Alan Thomas Frank Chesterton       | Lavinia Clara Radeglia K. M. Cochrane    | George Alan Thomas Lavinia Clara Radeglia |
| 1915 1920 | nicht ausgetragen        | nicht ausgetragen      | nicht ausgetragen                         | nicht ausgetragen                        | nicht ausgetragen                         |
| 1921      | George Alan Thomas       | Lavinia Clara Radeglia | R. A. J. Goff Frank Devlin                | Eveline Peterson D. M. Aitken            | George Alan Thomas Lavinia Clara Radeglia |
| 1922      | George Alan Thomas       | nicht ausgetragen      | R. A. J. Goff Frank Devlin                | Eveline Peterson D. M. Aitken            | George Alan Thomas Lavinia Clara Radeglia |
| 1923      | William Mather Swinden   | nicht ausgetragen      | George Alan Thomas Herbert S. Uber        | Hazel Hogarth Kitty McKane               | George Alan Thomas Margaret Tragett       |
| 1924      | Gordon Mack              | Margaret Tragett       | Gordon Mack R. A. J. Goff                 | Margaret Tragett E. F. Stewart           | George Alan Thomas Margaret Tragett       |
| 1925      | George Alan Thomas       | Margaret Tragett       | George Alan Thomas Herbert S. Uber        | Margaret Tragett Marjorie Barrett        | Herbert S. Uber Marian Horsley            |
| 1926      | George Alan Thomas       | Margaret Tragett       | George Alan Thomas Herbert S. Uber        | Margaret Tragett C. T. Duncan            | George Alan Thomas Margaret Tragett       |
| 1927      | Albert Edward Harbot     | Marjorie Barrett       | George Alan Thomas Herbert S. Uber        | Violet Elton Marjorie Barrett            | Ian Maconachie Marion Armstrong           |
| 1928      | Ian Maconachie           | Margaret Tragett       | Ian Maconachie H. E. B. Neilson           | Margaret Tragett E. F. C. MacDonald      | Ian Maconachie Marion Armstrong           |
| 1929      | T. P. Dick               | Marjorie Barrett       | T. P. Dick Frank Hodge                    | Marjorie Barrett Marian Horsley          | James Barr C. T. Duncan                   |
| 1930      | Willoughby Hamilton      | Marian Horsley         | Arthur Hamilton Willoughby Hamilton       | Margaret Tragett C. T. Duncan            | Arthur Hamilton Mavis Hamilton            |
| 1931      | Raymond M. White         | Betty Uber             | K. G. Livingstone Raymond M. White        | Marian Horsley Betty Uber                | T. P. Dick Marian Horsley                 |
| 1932      | Willoughby Hamilton      | Mavis Hamilton         | Arthur Hamilton Willoughby Hamilton       | Margaret Tragett C. T. Duncan            | Willoughby Hamilton M. Story              |
| 1933      | Donald C. Hume           | Alice Woodroffe        | Thomas Boyle James Rankin                 | Marian Horsley Brenda Speaight           | Donald C. Hume Betty Uber                 |
| 1934      | Willoughby Hamilton      | Mavis Hamilton         | Willoughby Hamilton Ian Maconachie        | Marian Horsley Brenda Speaight           | Ian Maconachie Marian Horsley             |
| 1935      | C. H. Whittaker          | Thelma Kingsbury       | Donald C. Hume Raymond M. White           | Marjorie Henderson Thelma Kingsbury      | Donald C. Hume Betty Uber                 |
| 1936      | C. H. Whittaker          | Thelma Kingsbury       | Thomas Boyle James Rankin                 | Marjorie Henderson Thelma Kingsbury      | Ian Maconachie Thelma Kingsbury           |
| 1937      | Ralph Nichols            | Daphne Young           | Ralph Nichols Ian Maconachie              | Marjorie Henderson Thelma Kingsbury      | Ian Maconachie Thelma Kingsbury           |
| 1938      | Thomas Boyle             | Betty Uber             | Thomas Boyle James Rankin                 | Olive Wilson Betty Uber                  | Ian Maconachie Betty Uber                 |
| 1939      | Ralph Nichols            | Betty Uber             | Thomas Boyle J. W. McGarry                | Diana Doveton Betty Uber                 | Raymond M. White Betty Uber               |
| 1940 1946 | nicht ausgetragen        | nicht ausgetragen      | nicht ausgetragen                         | nicht ausgetragen                        | nicht ausgetragen                         |
| 1947      | Noel B. Radford          | Molly Welsh            | Ralph Nichols Ian Maconachie              | Bessie Shearlaw C. B. Alison             | Ralph Nichols Bessie Shearlaw             |
| 1948      | Noel B. Radford          | Queenie Allen          | T. L. Henry Frank Peard                   | Queenie Allen Betty Uber                 | James Rankin Betty Uber                   |
| 1949      | Frank Peard              | Queenie Allen          | T. L. Henry Frank Peard                   | Queenie Allen Betty Uber                 | James Rankin Betty Uber                   |
| 1950      | Frank Peard              | Queenie Allen          | Ralph Nichols Barron Renton               | Queenie Allen Betty Uber                 | James Rankin Betty Uber                   |
| 1951      | Eddy Choong              | Elisabeth O’Beirne     | David Choong Eddy Choong                  | Queenie Webber Betty Uber                | Tom Wingfield Betty Uber                  |
| 1952      | Heah Hock Aun            | Elisabeth O’Beirne     | David Choong Eddy Choong                  | Elisabeth O’Beirne Esmé Andrews          | Heah Hock Aun Joy Saunders                |
| 1953      | Eddy Choong              | Nancy Horner           | David Choong Eddy Choong                  | Queenie Webber Nancy Horner              | David Choong Nancy Horner                 |
| 1954      | Jeffrey Robson           | Iris Cooley            | John D. McColl Tony Jordan                | Iris Cooley June White                   | Tony Jordan June White                    |
| 1955      | James P. Doyle           | Iris Cooley            | Frank Peard Jim FitzGibbon                | Iris Cooley June White                   | John Best Iris Cooley                     |
| 1956      | John D. McColl           | Iris Cooley            | Warwick Shute John Best                   | Iris Cooley June Timperley               | Tony Jordan June Timperley                |
| 1957      | Eddy Choong              | Tonny Ahm              | Eddy Choong Oon Chong Teik                | Tonny Ahm Tonny Petersen                 | Alistair McIntyre Eileen McKenzie         |
| 1958      | Oon Chong Jin            | Heather Ward           | Hugh Findlay Oon Chong Jin                | Iris Rogers June Timperley               | John Best Iris Rogers                     |
| 1959      | Robert McCoig            | Wilma Tyre             | Tony Horden Donald Ross                   | Wilma Tyre Maggie McIntosh               | Robert McCoig Wilma Tyre                  |
| 1960      | Trevor Coates            | Inge Hasselsteen       | Hugh Findlay Ronald Lockwood              | Tonny Holst-Christensen Inge Hasselsteen | Tony Jordan June Timperley                |
| 1961      | Charoen Wattanasin       | Judy Hashman           | Robert McCoig Frank Shannon               | Sue Peard Judy Hashman                   | Robert McCoig Wilma Tyre                  |
| 1962      | Charoen Wattanasin       | Ursula Smith           | Charoen Wattanasin Jimmy Lim              | Ursula Smith Margaret Barrand            | Robert McCoig Wilma Tyre                  |
| 1963      | Robert McCoig            | Mary O’Sullivan        | Robert McCoig Frank Shannon               | Mary O’Sullivan Yvonne Kelly             | Mac Henderson Catherine Dunglison         |
| 1964      | Robert McCoig            | Ursula Smith           | Colin Beacom Kenneth Derrick              | Angela Bairstow Jennifer Pritchard       | Tony Jordan Patricia Page                 |
| 1965      | Richard Purser           | Muriel Ferguson        | Robert McCoig Frank Shannon               | Catherine Dunglison Wilma Reid           | Robert McCoig Wilma Reid                  |
| 1966      | Lee Kin Tat              | Angela Bairstow        | Roger Mills David Horton                  | Angela Bairstow Margaret Barrand         | Tony Jordan Jennifer Horton               |
| 1967      | Lee Kin Tat              | Muriel Ferguson        | Robert McCoig Mac Henderson               | Jennifer Horton Gillian Perrin           | David Horton Jennifer Horton              |
| 1968      | Robert McCoig            | Ursula Smith           | David Eddy Roger Powell                   | Jennifer Horton Ursula Smith             | Tony Jordan Susan Pound                   |
| 1969      | Oon Chong Hau            | Margaret Boxall        | Ray Sharp Paul Whetnall                   | Margaret Boxall Susan Whetnall           | Roger Mills Susan Whetnall                |
| 1970      | Paul Whetnall            | Margaret Boxall        | David Horton Elliot Stuart                | Margaret Boxall Susan Whetnall           | Roger Mills Gillian Perrin                |
| 1971      | Derek Talbot             | Gillian Gilks          | David Horton Elliot Stuart                | Gillian Gilks Margaret Beck              | Roger Mills Gillian Gilks                 |
| 1972      | Ray Stevens              | Margaret Beck          | Robert McCoig Fraser Gow                  | Gillian Gilks Bridget Cooper             | Derek Talbot Gillian Gilks                |
| 1973      | Colin Beacom             | Joanna Flockhart       | Jim Ansari John Britton                   | Nora Gardner Barbara Giles               | Fraser Gow Christine Stewart              |
| 1974      | Paul Whetnall            | Margaret Beck          | Punch Gunalan Tom Bacher                  | Margaret Boxall Susan Whetnall           | Paul Whetnall Nora Gardner                |
| 1975      | Ross Livingston          | Marjan Luesken         | Derek Talbot Elliot Stuart                | Marjan Luesken Nora Gardner              | Elliot Stuart Nora Gardner                |
| 1976      | Paul Whetnall            | Gillian Gilks          | Ray Stevens Mike Tredgett                 | Gillian Gilks Susan Whetnall             | Derek Talbot Gillian Gilks                |
| 1977      | Rob Ridder               | Marjan Ridder          | Rob Ridder Piet Ridder                    | Marjan Ridder Hanke de Kort              | Billy Gilliland Joanna Flockhart          |
| 1978      | Derek Talbot             | Jane Webster           | Derek Talbot Mike Tredgett                | Jane Webster Sue Whittaker               | Billy Gilliland Joanna Flockhart          |
| 1979      | Andy Goode               | Jane Webster           | John Britton Gary Higgins                 | Jane Webster Karen Puttick               | Billy Gilliland Joanna Flockhart          |
| 1980      | Paul Whetnall            | Paula Kilvington       | Ray Stevens Mike Tredgett                 | Karen Bridge Paula Kilvington            | Mike Tredgett Karen Chapman               |
| 1981      | Nick Yates               | Gillian Gilks          | Andy Goode Gary Scott                     | Gillian Gilks Paula Kilvington           | Billy Gilliland Gillian Gilks             |
| 1982      | Morten Frost             | Lene Køppen            | Billy Gilliland Dan Travers               | Gillian Gilks Gillian Clark              | Billy Gilliland Gillian Gilks             |
| 1983      | Morten Frost             | Sally Podger           | Billy Gilliland Dan Travers               | Karen Beckman Barbara Sutton             | Morten Frost Nettie Nielsen               |
| 1984      | Morten Frost             | Sally Podger           | Morten Frost Jesper Helledie              | Barbara Beckett Alison Fulton            | Billy Gilliland Gillian Gowers            |
| 1984      | Zhao Jianhua             | Kirsten Larsen         | Andy Goode Nigel Tier                     | Karen Chapman Jane Webster               | Billy Gilliland Karen Chapman             |
| 1985      | Sze Yu                   | Christine Magnusson    | Mark Christiansen Michael Kjeldsen        | Dorte Kjær Nettie Nielsen                | Billy Gilliland Gillian Gowers            |
| 1986      | Steve Baddeley           | Christine Magnusson    | Jesper Knudsen Henrik Svarrer             | Dorte Kjær Nettie Nielsen                | Andy Goode Fiona Elliott                  |
| 1987      | Jens Peter Nierhoff      | Fiona Elliott          | Jens Peter Nierhoff Michael Kjeldsen      | Gillian Gowers Helen Troke               | Thomas Lund Gitte Paulsen                 |
| 1988      | Morten Frost             | Christine Magnusson    | Henrik Svarrer Claus Thomsen              | Gillian Clark Sara Sankey                | Pär-Gunnar Jönsson Maria Bengtsson        |
| 1989      | Morten Frost             | Kirsten Larsen         | Max Gandrup Thomas Lund                   | Gillian Gowers Gillian Clark             | Jon Holst-Christensen Gillian Gowers      |
| 1990      | Ib Frederiksen           | Helen Troke            | Pär-Gunnar Jönsson Peter Axelsson         | Maria Bengtsson Catrine Bengtsson        | Jon Holst-Christensen Grete Mogensen      |
| 1991      | Darren Hall              | Lim Xiaoqing           | Jon Holst-Christensen Thomas Lund         | Christine Magnusson Lim Xiaoqing         | Jon Holst-Christensen Grete Mogensen      |
| 1992      | Pontus Jäntti            | Lim Xiaoqing           | Peter Axelsson Pär-Gunnar Jönsson         | Christine Magnusson Lim Xiaoqing         | Jan-Eric Antonsson Astrid Crabo           |
| 1993      | Steve Butler             | Camilla Martin         | Jon Holst-Christensen Thomas Lund         | Lotte Olsen Lisbet Stuer-Lauridsen       | Thomas Lund Catrine Bengtsson             |
| 1994      | Tomas Johansson          | Lim Xiaoqing           | Andrei Antropow Nikolai Sujew             | Katrin Schmidt Kerstin Ubben             | Jan-Eric Antonsson Astrid Crabo           |
| 1995      | Peter Knowles            | Catrine Bengtsson      | Nick Ponting Julian Robertson             | Maria Bengtsson Catrine Bengtsson        | Lars Pedersen Anne Mette Bille            |
| 1996      | Peter Gade               | Liu Lufang             | Jim Laugesen Thomas Stavngaard            | Liu Lu Qiang Hong                        | Jens Olsson Astrid Crabo                  |
| 1997      | Tjitte Weistra           | Julia Mann             | Jesper Mikla Lars Paaske                  | Ella Miles Sara Sankey                   | Lars Paaske Jane F. Bramsen               |
| 1998      | Pontus Jäntti            | Margit Borg            | Michael Lamp Martin Lundgaard Hansen      | Ann-Lou Jørgensen Mette Schjoldager      | Michael Lamp Mette Schjoldager            |
| 1999      | Pullela Gopichand        | Takako Ida             | Michael Lamp Jonas Rasmussen              | Takae Masumo Chikako Nakayama            | Kristian Langbak Britta Andersen          |
| 2000      | Colin Haughton           | Anu Weckström          | Peter Jeffrey David Lindley               | Pernille Harder Majken Vange             | David Lindley Emma Chaffin                |
| 2001      | Irwansyah                | Christina Sørensen     | Tommy Sørensen Jesper Thomsen             | Sandra Watt Yuan Wemyss                  | Robert Blair Natalie Munt                 |
| 2002      | Antti Viitikko           | Yuki Shimada           | Jesper Christensen Jesper Larsen          | Kirsteen McEwan Yuan Wemyss              | Robert Blair Natalie Munt                 |
| 2003      | Björn Joppien            | Xu Huaiwen             | Michał Łogosz Robert Mateusiak            | Kumiko Ogura Reiko Shiota                | Simon Archer Donna Kellogg                |
| 2004      | Arvind Bhat              | Yuan Wemyss            | Joakim Hansson Fredrik Bergström          | Kamila Augustyn Nadieżda Kostiuczyk      | Fredrik Bergström Johanna Persson         |
| 2005      | Przemysław Wacha         | Ella Karachkova        | Imam Sodikin Andi Hartono                 | Nina Vislova Valeria Sorokina            | Kristian Roebuck Jenny Wallwork           |
| 2006      | Ville Lång               | Ella Karachkova        | Imanuel Hirschfeld Imam Sodikin           | Marina Yakusheva Elena Shimko            | Vitaliy Durkin Valeria Sorokina           |
| 2007      | Kenichi Tago             | Kanako Yonekura        | Robert Blair David Lindley                | Nina Vislova Valeria Sorokina            | Robert Blair Imogen Bankier               |
| 2008      | Rajiv Ouseph             | Elizabeth Cann         | Richard Eidestedt Andrew Ellis            | Mariana Agathangelou Jillie Cooper       | Michael Fuchs Annekatrin Lillie           |
| 2009      | Marc Zwiebler            | Susan Egelstaff        | Mads Conrad-Petersen Mads Pieler Kolding  | Valeria Sorokina Nina Vislova            | Alexandr Nikolaenko Valeria Sorokina      |
| 2010      | Anand Pawar              | Tatyana Bibik          | Marcus Ellis Peter Mills                  | Jenny Wallwork Gabrielle White           | Chris Adcock Imogen Bankier               |
| 2011      | Rajiv Ouseph             | Judith Meulendijks     | Vladimir Ivanov Ivan Sozonov              | Emelie Lennartsson Emma Wengberg         | Kim Astrup Line Kjærsfeldt                |
| 2012      | Anand Pawar              | Sayaka Takahashi       | Takeshi Kamura Keigo Sonoda               | Naoko Fukuman Kurumi Yonao               | Marcus Ellis Gabrielle White              |
| 2013      | Brice Leverdez           | Carolina Marín         | Mads Conrad-Petersen Mads Pieler Kolding  | Eefje Muskens Selena Piek                | Robert Blair Imogen Bankier               |
| 2014      | Ville Lång               | Sayaka Sato            | Mathias Christiansen David Daugaard       | Gabriela Stoeva Stefani Stoeva           | Robert Blair Imogen Bankier               |
| 2015      | Hans-Kristian Vittinghus | Line Kjærsfeldt        | Michael Fuchs Johannes Schöttler          | Yuki Fukushima Sayaka Hirota             | Vitaliy Durkin Nina Vislova               |
| 2016      | Anders Antonsen          | Mette Poulsen          | Mathias Christiansen David Daugaard       | Lim Yin Loo Yap Cheng Wen                | Goh Soon Huat Shevon Jemie Lai            |
| 2017      | Toby Penty               | Kirsty Gilmour         | Jelle Maas Robin Tabeling                 | Selena Piek Cheryl Seinen                | Jacco Arends Selena Piek                  |
| 2018      | Liu Haichao              | Kirsty Gilmour         | Marcus Ellis Chris Langridge              | Gabriela Stoeva Stefani Stoeva           | Marcus Ellis Lauren Smith                 |
| 2019      | Lakshya Sen              | Qi Xuefei              | Alexander Dunn Adam Hall                  | Amalie Magelund Freja Ravn               | Mathias Christiansen Alexandra Bøje       |
| 2020      | nicht ausgetragen        | nicht ausgetragen      | nicht ausgetragen                         | nicht ausgetragen                        | nicht ausgetragen                         |
| 2021      | Ng Tze Yong              | Hsu Wen-chi            | Christopher Grimley Matthew Grimley       | Rachel Honderich Kristen Tsai            | Callum Hemming Jessica Pugh               |
| 2022      | nicht ausgetragen        | nicht ausgetragen      | nicht ausgetragen                         | nicht ausgetragen                        | nicht ausgetragen                         |
| 2023      | Mads Christophersen      | Neslihan Arın          | Daniel Lundgaard Mads Vestergaard         | Gabriela Stoeva Stefani Stoeva           | Mads Vestergaard Christine Busch          |
| 2024      | Julien Carraggi          | Julie Dawall Jakobsen  | William Kryger Boe Christian Faust Kjær   | Debora Jille Sara Thygesen               | Alexander Dunn Julie MacPherson           |